# Alexander Meijer
Alexander Gabrielsson Meijer, född 1679, död 10 maj 1761, var en svensk skarprättare. Han var son till Gabriel Alexandersson Meijer (född omkring 1650), vilken även han var skarprättare samt bror till skarprättaren i Stockholm Magnus Gabrielsson Meijer.
Alexander Meijer tillhörde resandefolket och bodde på skarprättargården nr 7 i kvarteret Hörnet i Uppsala. Det framkommer att flera andra resandefamiljer övernattade hos familjen Meijer när de besökte staden. När den resande romen Jakob Helsing häktades i staden, hade han övernattat hos Meijer.
Meijer började att arbeta som skarprättare 1721 i Västmanlands län och från år 1725 i Uppsala län. Han tog avsked 1741 och efterträddes då i Uppsala län av sin son Gabriel Meijer d.ä. (1711–1765), vilken även blev skarprättare i Örebro län. Meijers dotter Katarina (Trina) Andersdotter gifte sig med skarprättaren i Gränna, Nils Fogelgren.